# Painite
La painite (simbolo IMA: Pai) è un minerale molto raro della classe dei "borati" (precedentemente "carbonati, nitrati e borati"). La sua composizione chimica è CaZrAl9[O15|BO3].

## Etimologia e storia
La painite è stata scoperta per la prima volta vicino a Ongaing, vicino alla città di Mogok nella regione di Mandalay in Birmania, e descritta nel 1957 da Claringbull, Hey e Payne,che hanno chiamato il minerale in onore di Arthur Charles Davy Pain (1901-1971), un mineralogista e gemmologo britannico.
Il campione tipo è conservato presso il Museo di storia naturale di Londra con il numero di catalogo 1954,192 e presso il National Museum of Natural History di Washington col numero di catalogo 142506.

## Classificazione
Nell'ormai obsoleta, ma ancora in uso, 8ª edizione della sistematica minerale secondo Strunz, la painite apparteneva alla classe dei minerali dei "carbonati, nitrati e borati" e lì alla sottoclasse dei "monoborati", dove formava un gruppo indipendente insieme a fluoborite, jeremejevite e karlite.
La 9ª edizione della sistematica minerale di Strunz, valida dal 2001 e utilizzata dall'Associazione Mineralogica Internazionale (IMA), classifica la painite nella nuova classe dei "6. Borati" e nella suddivisione "6.A Monoborati". Tuttavia, questa sezione è ulteriormente suddivisa in base alla struttura del complesso borato e all'eventuale presenza di ulteriori anioni, in modo che il minerale sia classificato in base alla sua composizione nella suddivisione "6.AB BO3, con anioni aggiuntivi; 1(D) + OH, ecc.", dove è l'unico membro a formare il gruppo senza nome 6.AB.85.
In contrasto con la sistematica di Strunz, la sistematica dei minerali secondo Dana, che è utilizzata principalmente nel mondo anglosassone, classifica la painite nella classe degli "ossidi e idrossidi" e lì nella sottoclasse degli "ossidi multipli". Qui è l'unico membro del gruppo senza nome 07.05.02 all'interno della suddivisione di "Ossidi multipli con formula ABX2".

## Abito cristallino
La painite cristallizza nel sistema esagonale nel gruppo spaziale P63m (gruppo nº 173) con i parametri del reticolo a = 8,72 Å e c = 8,47 Å così come 2 unità di formula per cella unitaria. Inizialmente era stata classificata nel gruppo spaziale P63 ma, in seguito a studi approfonditi sulla sua struttura, è stata riassegnata.

## Proprietà

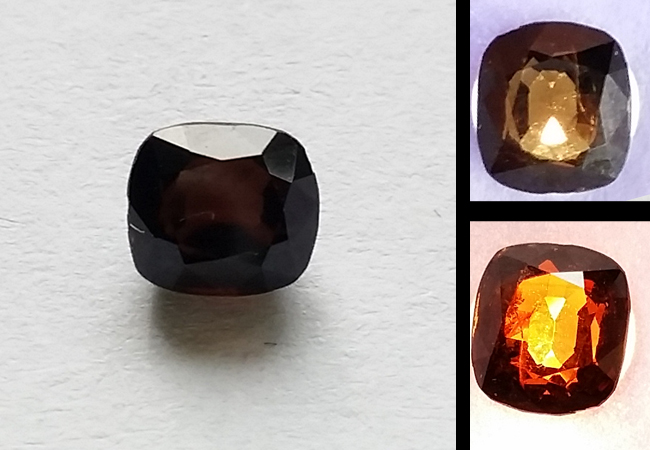
Painite sfaccettata che include la rappresentazione del cambiamento di colore dal verde-oliva alla luce del giorno al rosso-marrone sotto la calda luce artificiale, 0,86 ct, trovata nella miniera di Thurein Taung a Mogok Myanmar (Birmania)

I colori dei cristalli di painite vanno dal marrone (a volte fortemente verdastro) al bruno-rossastro al rosso (in tutte le luminosità dal chiaro al quasi nero). Alcuni pezzi vanno anche dal viola chiaro al rosa. Gli additivi estranei coloranti sono cromo, vanadio e ferro. Alcuni pezzi, in particolare gli aggregati radiali, mostrano una chiara suddivisione in zone. La painite è fortemente dicroica.
Alcune painiti (in parte ancora poco studiate) mostrano un cambiamento di colore dal marrone alla luce del giorno al bruno-rossastro alla luce calda artificiale.

## Origine e giacitura
Il minerale è stato scoperto all'inizio degli anni '50 in Myanmar. Prima del 2001 erano noti solo tre cristalli con un peso complessivo inferiore a 3,5 grammi. Tra il 2001 e il 2004 sono stati trovati un massimo di altri 14 esemplari. Nel 2005, uno dei depositi primari è stato trovato a Ongaing e successivamente il deposito più ricco a Wetloo. Nel frattempo, sono state trovate diverse migliaia di esemplari con un peso individuale fino a oltre 500 grammi. La maggior parte dei pezzi sono screpolati o intervallati da limonite o rubino. I pezzi con facce terminali o provini carteggiabili chiari sono ancora molto rari.
La maggior parte di essi sono pezzi dello strato fortemente esposto alle intemperie vicino alla superficie. I pezzi sono poi spesso intervallati da limonite. La painite stessa è estremamente resistente alle intemperie, ma le crepe si riempiono rapidamente del minerale marrone. Inoltre, molte painiti sono associate al rubino, o addirittura convertite in rubino a causa della loro composizione simile (la painite ha un contenuto di ossido di alluminio molto elevato).
A parte la località tipo di Ongaing e Wetloo, il minerale è stato trovato solo a Nanyazeik nel distretto di Myitkyina nello Stato Kachin in Myanmar.
Alcune esplorazioni nella regione del Mogok hanno individuato diversi nuovi siti di painite che sono stati studiati e che hanno portato alla scoperta di diverse migliaia di nuovi esemplari.
Un modesto numero di cristalli trasparenti sono stati conservati sotto forma di cristalli o tagliati in gemma.
Originariamente alcuni dei campioni noti di painite erano di proprietà privata. Il resto delle pietre è stato distribuito tra Museo di storia naturale, Gemological Institute of America, California Institute of Technology e GRS Gem Research Laboratory a Lucerna, Svizzera.

## Utilizzi
A causa della sua estrema rarità e delle sue buone proprietà fisiche, la painite viene talvolta trasformata in pietre preziose o, a causa dell'elevata domanda tra i collezionisti di minerali, estratta appositamente per scopi di raccolta ed esportata sotto forma di pezzi grezzi.